# 생방송 방과 후 듄듄
《생방송 방과 후 듄듄》은 2021년 3월 29일부터 10월 1일까지 방송된 어린이 프로그램이다.
참고로 이 프로그램은, 코로나19 여파로 인한 학습 공백을 줄이기 위하여 2021년 EBS 봄 개편에 따라 생방송 톡!톡! 보니하니가 종영된 이후의 후속 프로그램이다.

## 개요
휴대전화와 컴퓨터를 통해 실시간으로 퀴즈를 풀며 어린이의 눈높이에 맞추어진 컨텐츠들이 있는 어린이 대상 링크형 프로그램이다. '듄듄'은 'EBS'를 한글 자판으로 입력하였을 때 출력되는 글자이기도 하다.

## 출연자
| 이름        | 출연자 | 비고                                                                 |
| ----------- | ------ | -------------------------------------------------------------------- |
| 아연        | 아연   | 2018년 데뷔한 아이돌 걸그룹 '세러데이'의 멤버 (SD 엔터테인먼트 소속) |
| 지연        | 유키   | 2018년 데뷔한 아이돌 걸그룹 '세러데이'의 멤버 (SD 엔터테인먼트 소속) |
| 하연        | 김하연 |                                                                      |
| 태용        | 김태용 |                                                                      |
| 정엽        | 정엽   | 서울공연예술고등학교 출신                                            |
| 보조 출연자 |        |                                                                      |
| 창혁        | 손창혁 | 듄듄한 형, 딩대생, 창혁이 형                                         |
| 말이야      | 박소라 |                                                                      |
| 후니후니    | 조래훈 |                                                                      |
| 일이야      | 박진호 |                                                                      |
| 마주/주니   | 김마주 |                                                                      |

## 코너
| 요일   | 코너 이름        | 코너 이름            |
| ------ | ---------------- | -------------------- |
| 월요일 | 듄듄한 체육생활  | 알쏭달쏭 거북알 퀴즈 |
| 화요일 | 듄듄 고민 상담소 | 알쏭달쏭 거북알 퀴즈 |
| 수요일 | 타임머신 한국사  | 알쏭달쏭 거북알 퀴즈 |
| 목요일 | 요리조리 실험실  | 알쏭달쏭 거북알 퀴즈 |
| 금요일 | 듄북이 퀴즈쇼    | 알쏭달쏭 거북알 퀴즈 |

## 결방 안내
- 2021년 9월 20일 ~ 9월 22일 : 추석 특선 말괄량이 삐삐 방송 관계로 인해 결방되었다.

## 같이 보기
관련 항목
- 어린이 프로그램

방송 프로그램
- 긴급출동 24시, 역사저널 그날 (KBS 1TV)
- 공개수사 실종, 제보자들, 표리부동 (KBS 2TV)
- 우리시대, 리얼스토리 눈 (MBC TV)
- 긴급출동 SOS 24, 심장이 뛴다, 꼬리에 꼬리를 무는 그날 이야기, 당신이 혹하는 사이 (SBS TV)
- 진상월드 (MBN)
- 구조신호 시그널 (TV조선)
- 알쓸범잡 (tvN)
- 이숙영의 러브FM, 윤수현의 천태만상 (SBS 러브FM)
- 김영철의 파워FM, 두시탈출 컬투쇼 (SBS 파워FM)
- 황우창의 음악정원 (cpbc FM)
- 여성시대 양희은, 김일중입니다, 이윤석, 신지의 싱글벙글쇼 (MBC 표준FM)